# Xenillus arilloi
Xenillus arilloi är en kvalsterart som beskrevs av Gil-Martín och Subías 1997. Xenillus arilloi ingår i släktet Xenillus och familjen Xenillidae. Inga underarter finns listade i Catalogue of Life.